# Sucesso FM (Juazeiro do Norte)
Rádio Iracema do Cariri (também chamada de 91 FM) é uma emissora de rádio brasileira sediada em Juazeiro do Norte, município do estado do Ceará. Opera no dial FM, na frequência 91.9 MHz. Fundada em 15 de novembro de 1951 como Rádio Iracema do Cariri, na frequência AM 850 kHz, é a primeira emissora de rádio instalada na cidade, bem como a primeira da Rede Iracemista de Rádios, liderada pela Rádio Iracema de Fortaleza.

## História
Em 1951, a administração da Rádio Iracema de Fortaleza iniciou um projeto de expansão, com objetivo de cobrir o estado do Ceará. Dando inicio à Rede Iracemista de Rádios, foi inaugurada em 15 de novembro de 1951 a Rádio Iracema do Cariri, a primeira estação de rádio de Juazeiro do Norte. A festa de inauguração contou com nomes da música popular, como Nelson Gonçalves e Luiz Gonzaga.
A inauguração da Rádio Iracema do Cariri causou grande impacto no município, incentivando a instalação de outras emissoras. No entanto, o projeto de rede não obteve sucesso e, com os problemas administrativos da emissora da capital, a Iracema do Cariri passou a operar de forma independente. Posteriormente, foi repassada para Angélica Maria Ellery Lustosa da Costa e Carlos Eugenio Ellery Lustosa da Costa, respectivamente mãe e irmão do então deputado Paulo Henrique Lustosa. Em 2002, foi vendida para o advogado Francisco José Vieira de Figueiredo Correia. Em sua presidência, a emissora recebeu investimentos, como uma unidade móvel para cobrir eventos de grande porte da cidade, como o Juaforró, e uma equipe esportiva.
Em junho de 2009, Figueiredo Correia se afastou da emissora e arrendou a Rádio Iracema do Cariri para a Rede Aleluia. A partir daquele momento, passou a ser controlada por pessoas designadas pela Igreja Universal do Reino de Deus. Com o arrendamento, a programação passou a ser 100% religiosa e a produção local ficou restrita a apenas 4 programas. Em 2014, solicitou junto ao Ministério das Comunicações a migração para o dial FM. Em maio de 2015, foi encerrado o arrendamento para a Igreja Universal, quando passou a retransmitir a programação da Rádio Bandeirantes. A retransmissão durou pouco tempo, quando em novembro de 2015, a emissora fechou parceria com a Comunidade Católica Shalom e se transformou em filial da Rádio Shalom.

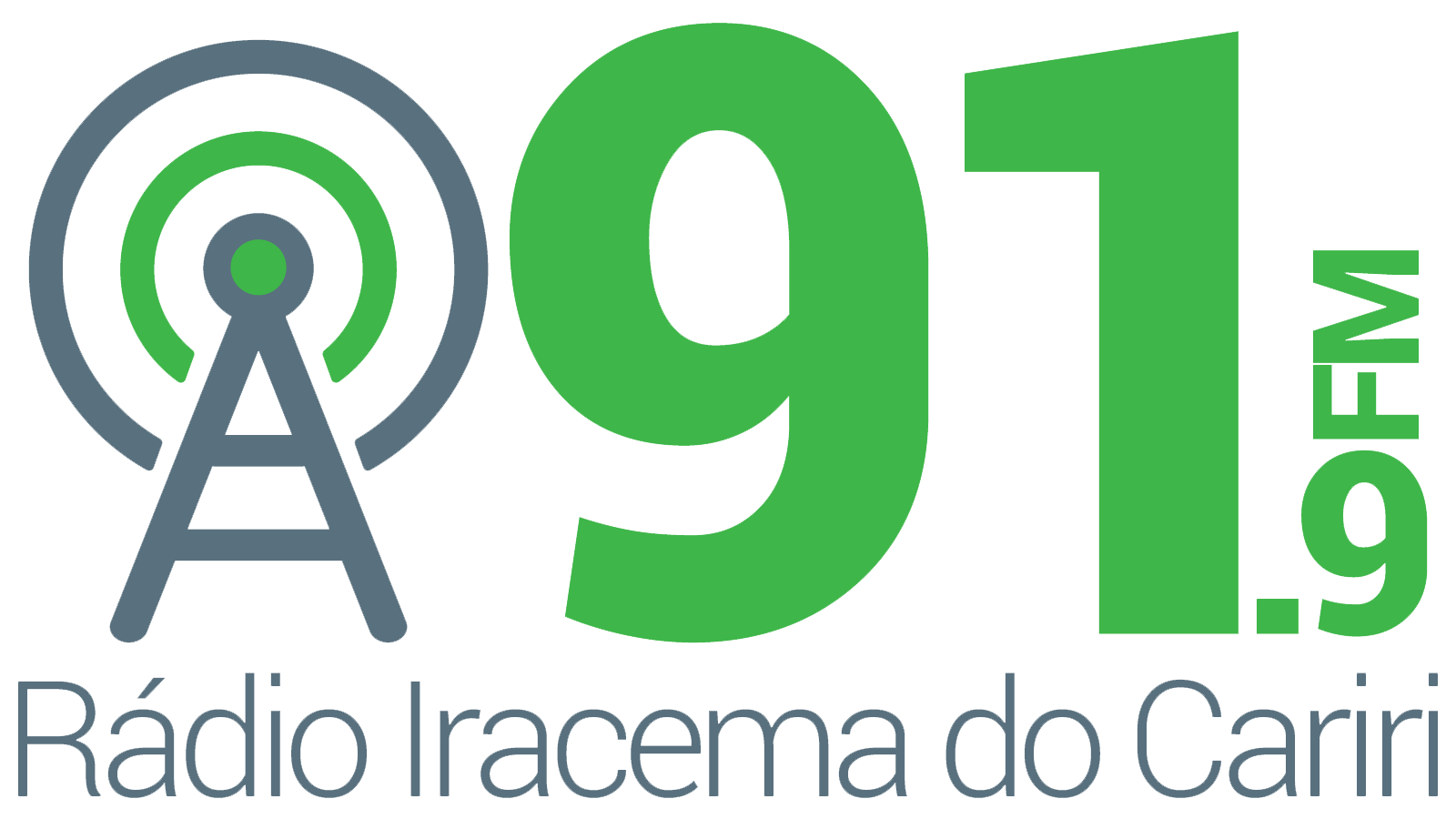
Logotipo utilizado pela emissora entre 2019 e 2020

Em junho de 2017, a Rádio Iracema do Cariri encerra contrato com a Rede Shalom de Rádios e migra para o dial FM, passando a atuar na frequência 91.9 MHz. A programação experimental contava com uma seleção de canções populares. A programação foi interrompida no começo de agosto, quando passou a atuar como afiliada da Rádio Liderança FM, nomeada Liderança FM Cariri. A afiliação também contou com parceria do site Cariri Ceará para o programa Grande Jornal Liderança e seus estúdios eram localizados no Cariri Garden Shopping.
A Rádio Liderança deixou a frequência em 25 de abril de 2018, passando a gerar programação de expectativa para a estreia da Rádio Iracema FAC, após arrendamento da emissora para a Comunidade Católica Filhos Amados do Céu. A estreia oficial ocorreu em 1.º de maio de 2018. Em 1 de junho de 2019, a Iracema FAC deixa o dial, passando a ser uma web rádio, dando espaço no FM a nova programação da Iracema do Cariri.